# X-Files - Voglio crederci
X-Files - Voglio crederci (The X-Files: I Want to Believe) è un film del 2008, diretto e co-sceneggiato da Chris Carter, in collaborazione con Frank Spotnitz.
È il secondo film basato sulla serie televisiva X-Files, trasmessa a partire dal 1993. I protagonisti del telefilm, David Duchovny e Gillian Anderson, riprendono i loro rispettivi ruoli di Fox Mulder e Dana Scully. Narrativamente si colloca fra la nona e la decima stagione della serie madre.
Il film è uscito il 25 luglio 2008 in Nord America, mentre in Italia il 5 settembre.
La storia coinvolge le difficoltà di mediazione fra fede e scienza, a partire dal titolo che riprende tutte le battaglie interiori che Mulder ha dovuto affrontare in merito ai suoi dubbi, ha dichiarato il regista Chris Carter.

## Trama
Sono passati sei anni dalla fine della serie; l'ex agente dell'FBI Dana Scully è ora un medico dell'Our Lady of Sorrows Hospital, un ospedale cattolico, ed è alle prese con un bambino di nome Christian affetto dalla malattia di Sandhoff, una condizione terminale del cervello. L'agente dell'FBI Drummy chiede a Scully di aiutarlo nella localizzazione di Fox Mulder, il latitante capo della divisione degli X-Files, chiedendo aiuto per la scomparsa misteriosa di numerose donne, compresa la giovane Monica Banan, anche lei agente dell'FBI. Scully acconsente e convince Mulder nonostante inizialmente abbia dubbi sulla veridicità dell'FBI. Il duo arriva a Washington, dove l'agente Dakota Whitney vuole contare sull'esperienza di Mulder riguardo al paranormale. Un sacerdote arrestato per pedofilia, padre Crissman, sostiene che Dio gli mandi delle visioni sui crimini commessi alle donne, infatti a sostenere questa teoria viene trovato grazie alle visioni un braccio seppellito nella neve. Mulder vorrebbe crederci, ma Scully è disgustata dal passato di padre Crissman e non tiene conto delle sue visioni. Whitney e Drummy iniziano a credere alle visioni di padre Crissman quando, in ginocchio, piange sangue sulla neve. Una seconda donna, durante il viaggio di rientro a casa in auto, viene rapita da Janke Dacyshyn, un uomo misterioso. La mattina seguente, Mulder e Scully, mentre sono a letto insieme citano brevemente il piccolo William come "nostro figlio". Scully afferma che il braccio ritrovato dall'FBI contiene tracce di un tranquillante per animali chiamato acepromazina. Questo nuovo indizio carica Mulder di energia per proseguire le sue indagini su questo caso insieme agli agenti dell'FBI. Padre Crissman cerca di aiutare l'Fbi anche per la seconda donna rapita. Dopo una notte di ricerca nella neve, si ritrova un grosso pezzo di ghiaccio contenente corpi e resti umani. Scully è frustrata dall'ossessione di Mulder per la ricerca di queste donne, dicendogli che sua sorella è morta e che non potrà mai più ritornare indietro, e che quindi è praticamente inutile che continui a cercarla. Mulder prosegue, cercando di ignorare la sua affermazione. Poi padre Crissman dice a Scully: "Non si arrenda mai." L'analisi dei resti li porta a Dacyshyn, un trasportatore di organi in Richmond, in Virginia e a suo marito, Franz Tomczeszyn, che è stato vittima di abusi sessuali da parte di Padre Crissman. Quando l'FBI individua Dacyshyn nella struttura in cui lavora, egli fugge, lasciandosi dietro una valigetta con dentro una testa umana. Scully, all'ospedale, vuole il permesso dai genitori di Christian a fare una profonda e dolorosa cura sperimentale sulle cellule staminali, procedura che può essere l'ultima speranza del bambino. Padre Ybarra, capo della struttura ospedaliera, vuole che Christian venga trasferito in un centro per malati terminali, ma Scully vorrebbe dare speranza al bambino. Scully va da Padre Crissman e gli chiede che cosa intendesse per "Non si arrenda mai". Egli le dice di non conoscere la risposta e cita il Libro dei Proverbi 25:2 "È gloria di Dio nascondere le cose; ma la gloria dei re sta nell'investigarle". Per la disperazione, dice di non sapere nulla di più sulle visioni di ciò che ha detto all'Fbi, e stramazza a terra. Scully chiama un'ambulanza, e più tardi apprende dall'ospedale che Padre Crissman soffre di un cancro avanzato ai polmoni. Scully, cercando una soluzione, chiede se Banan è ancora in vita. Padre Crissman annuisce. Da una farmacia, in una piccola città vicina al luogo dei rapimenti, egli apprende che Dacyshyn ha acquistato acepromazina. Dacyshyn passa a comprare nella farmacia. Mulder nascondendosi lo insegue fino ad una strada isolata. Lo segue fino ad un piccolo complesso dove molti cani abbaiano, un importante dettaglio delle visioni di Padre Crissman. Mulder entrando viene attaccato da un cane da guardia a due teste. Entrando in un edificio trova dei medici russi mentre cercano di trapiantare la testa di Tomczeszyn sul corpo della seconda donna rapita. Mulder cerca di salvare la donna, ma un medico dietro di lui gli inietta acepromazina. Scully quando non riesce a contattare Mulder telefonicamente, chiede aiuto al loro vecchio superiore dell'FBI Walter Skinner. Triangolando la posizione del telefono di Mulder trovano la sua auto. Proseguendo lungo la strada Scully e Skinner trovano delle cassette postali, il cui indirizzo 25-2 corrisponde alla frase dei Proverbi che padre Crissman aveva detto a Scully. Scully e Skinner corrono verso l'indirizzo, Skinner interrompe l'operazione di decapitazione della donna, e Scully salva Mulder da Dacyshyn. Mulder ritorna a casa, dove Scully lo informa che padre Crissman è morto. Gli rivela che anche Tomczeszyn è morto nello stesso momento; in qualche modo i loro destini erano intrecciati. Scully procede con la cura di Christian. Dopo i titoli di coda si vedono quelli che sembrano Scully e Mulder su una barca mentre si dirigono verso un'isola paradisiaca.

## Produzione
La Directors Guild of Canada ha voluto inserire la Columbia Britannica nella lista dei possibili luoghi di riprese di un film chiamato Done One. Il regista scritturato per Done One è stato Rich Tracers, successivamente si è scoperto essere l'anagramma di Chris Carter. La prima casa di produzione scelta per il film è stata la The Crying Box Productions, successivamente cambiata con la Ten Thirteen Productions per il volere di Chris Carter.
Le riprese del film hanno avuto inizio il 10 dicembre 2007 a Vancouver (Canada), la seconda unità di riprese occuperà l'area di Pemberton (Canada).
Le riprese del film sono durate circa tre mesi, e più precisamente dal dicembre 2007 al marzo 2008. Le località usate si trovano tutte in Canada e sono Burnaby, Vancouver, Langley, Mount Curie, Pemberton, Coquitlam e Whistler.
Il film originariamente venne annunciato con il titolo provvisorio Done One e diretto dal regista Rich Tracers. Si scoprì in seguito che non era altro che lo pseudonimo (ed anagramma) di Chris Carter. Il titolo originale del film, I Want to Believe, è stato scelto da Frank Spotnitz. Quest'ultimo scelse anche il titolo della versione italiana, annunciandolo attraverso il suo blog.
Nel corridoio dell'FBI, Mulder e Scully incrociano l'attrice Vanessa Morley che ha dato il volto a Samantha Mulder per quasi tutta la durata della serie. In una scena dell'ospedale, mentre Scully apre una porta, si può vedere il regista Chris Carter seduto su una panca, con un'urna in mano. L'urna conteneva le ceneri di uno dei cani del regista, morto durante le riprese.
Il film è dedicato alla memoria di Randy Stone, morto nel febbraio 2007, che si era occupato del casting di X-Files nel 1992 e che di fatto ha messo insieme David Duchovny e Gillian Anderson.

## Doppiaggio
La direzione del doppiaggio italiano è a cura di Daniela Nobili, su dialoghi di Gianni G. Galassi, per conto de LaBiBi.it. La sonorizzazione, invece, venne affidata alla Fono Roma.